# Eugoa erkunin
Eugoa erkunin là một loài bướm đêm thuộc phân họ Arctiinae, họ Erebidae.